# Moravské zemské gubernium
Moravské zemské gubernium (německy Mährisches Landesgubernium) se sídlem v Brně bylo v letech 1763–1783 vrcholným zemským správním orgánem Moravského markrabství. 

## Historie
V jeho čele stál od 15. prosince 1764 moravský zemský hejtman jakožto gubernátor. Gubernium vzniklo během tereziánských reforem proměnou královské reprezentace a komory. V pozdější době bylo gubernium rozděleno na dva odbory – právní (in judicialibus) a politicko-správní (in publicis et politicis). Za josefínských reforem byla od gubernia zcela oddělena soudní agenda. V roce 1783 byla kompetence gubernia rozšířena i na rakouské Slezsko a úřad byl přejmenován na Moravskoslezské zemské gubernium.

## Představitelé
Prezidenti zemského gubernia na Moravě:
- 1763–1770 František Antonín ze Schrattenbachu (5. 5. 1712 Štýrský Hradec – 22. 5. 1783 Baden u Vídně)
- 1770–1772 Arnošt Kryštof z Kounic (6. 6. 1737 Vídeň – 19. 5. 1797 Vídeň)
- 1773–1782 Jan Kryštof z Blümegenu (8. 7. 1722 – 5. 10. 1802 Brno)
- 1782–1783 Ludvík Cavriani (20. 8. 1739 Vídeň – 24. 12. 1799 Vídeň)